# Evelyne Müller
Pour les articles homonymes, voir Müller.
Evelyne Müller, née le 29 décembre 1962, est une coureuse cycliste suisse, multiple championne de Suisse.

## Biographie
Evelyne Müller grandit dans la ferme familiale située près de Gerlikon, dans le canton de Thurgovie. Elle s'intéresse déjà beaucoup au sport pendant son enfance. Lors d'une arrivée du Tour de Suisse 1975 à Frauenfeld, elle est si enthousiaste qu'elle rejoint le MRSV Frauenfeld, le club de cyclisme local. 
À 17 ans, elle participe à ses premiers championnats du monde, les premiers d'une série de 13 autres participations route et piste inclus.
En 1982, elle termine troisième du championnat de Suisse sur route. L'année suivante, elle décroche le titre. En 1987 et 1989, elle monte à nouveau sur le podium. En 1989, elle est également septième au classement général du Tour de Norvège. Entre 1994 et 1998, elle est sur piste cinq fois de suite championne de Suisse d'omnium. En outre, avec six succès, elle détient le record de victoires sur le Hegiberg-Rundfahrt.
Durant sa carrière, elle travaille à mi-temps et est sponsorisée par son employeur, une entreprise de vêtements de sport. Entre 1996 et 1998, elle participe avec succès aux courses championnats du monde et d'Europe dans les catégories Masters.
Au milieu des années 2000, elle se marie, puis déménage avec son mari au Cap, en Afrique du Sud en 2006, où elle dirige un atelier de couture en tant que couturière diplômée (à partir de 2013).

## Palmarès sur route[2]

### Palmarès par années
- 1982
  - 3e du championnat de Suisse sur route
- 1983
  -  Championne de Suisse sur route
- 1984
  - Tour de Berne féminin
- 1985
  - Rund Um die Rigi
- 1986
  - Tour de Berne féminin
- 1987
  - 2e du championnat de Suisse sur route
- 1989
  - 2e du Tour du lac Majeur
  - 3e du Tour de Berne féminin
  - 3e du championnat de Suisse sur route
- 1990
  - Tour de Berne féminin
- 1991
  - 2e du Tour du lac Majeur
  - 2e du Tour de Colombie féminin
- 1992
  - 3e du Tour du lac Majeur
- 1993
  - 2e du Tour de Berne féminin

## Palmarès sur piste
- 1985
  - 3e du championnat de Suisse de l'omnium
- 1986
  - 2e du championnat de Suisse de l'omnium
- 1987
  - 2e du championnat de Suisse de l'omnium
- 1989
  -  Championne de Suisse de vitesse
  - 2e du championnat de Suisse de l'omnium
  - 3e du championnat de Suisse de la poursuite
  - 3e du championnat de Suisse de la course aux points
- 1992
  - 3e du championnat de Suisse de l'omnium
- 1993
  - 3e du championnat de Suisse de l'omnium
- 1994
  -  Championne de Suisse de l'omnium
- 1995
  -  Championne de Suisse de l'omnium
- 1996
  -  Championne de Suisse de l'omnium
- 1997
  -  Championne de Suisse de l'omnium
- 1998
  -  Championne de Suisse de l'omnium

## Sources
- (de) Bruno Eicher, « Neue Heimat gefunden », sur tagblatt.ch, 16 octobre 2009 (consulté le 29 août 2018)
- (de) Ruedi Stettler, «Ich war ja gar nicht so schlecht», sur tagblatt.ch, 16 octobre 2009 juin 2013 (consulté le 29 août 2018)